# Artoone!
Artoone!（アートゥーン!）は、日本の8人組YouTuber、クリエイター集団。baton所属。｢芸術をもっと身近に」をコンセプトに、東京藝術大学出身のメンバーが、音楽や美術に関するコンテンツを発信。
チャンネル名には、『芸術（Art）』を『カートゥーン（Cartoon）』のように楽しく伝えたいという思いが込められている。

## 概要
真田が2021年の東京藝術大学の学園祭『藝祭2021』のオープニング映像の演出をすることになり、桶家が音楽、林が編集を担当したことが3者が知り合うきっかけに。仲間内では「YouTubeやりたいね」と話していた。
2024年、真田の個展にQuizKnock運営の株式会社baton 代表取締役の衣川洋佑が来場し、真田から「藝大版QuizKnockを作りませんか」と声をかけたことがきっかけになる。そこから真田が桶家と林に声をかけ、他のメンバーも基本的に真田が声をかけた。メンバー全員が東京藝術大学にゆかりがある。
主な投稿動画として、ショート動画では「アキネイターシリーズ」、「知恵袋風クイズ」、「〇〇を演奏したら」、「即興アレンジ」などがあり、通常動画では「〇〇50色で絵を描く」「センスシリーズ」「検証シリーズ」などがある。

## 来歴

### 2024年
- 8月7日：YouTube Shortsを初投稿[11]
- 10月16日：Tiktokへの動画投稿を開始[12]
- 11月30日：メンバー紹介としてYouTubeで横動画を初投稿[13]

### 2025年
- 3月28日：株式会社batonのプレスリリースでクリエイター所属を公表[14]
- 3月30日：渋谷PARCOで動画内で制作された作品の初展示[15][16]
- 5月28日：阪急うめだ本店で作品展示・初のグッズ販売[17][18][19][20]
- 6月24日：サカナクション 山口一郎のYouTube Liveで『怪獣』のカバーMVの批評を受ける[21][22]
- 7月27日：QuizKnock ふくらPとのコラボ動画を初投稿[23][24]
- 8月19日：チャンネル登録者数10万人突破

## メンバー
※メンバー順は公式サイトを参考
| 名前                 | 主な活動                      | 学歴                                                                                            | 備考 |
| -------------------- | ----------------------------- | ----------------------------------------------------------------------------------------------- | --- |
| 真田（さなだ）       | 画家                          | 東京藝術大学美術学部芸術学科 卒業 東京大学大学院学際情報学府 修士課程 在学                      | ●美術組 ・2024年8月7日初登場 ・第16回 藝大アートプラザ大賞 アートプラザ賞受賞 ・ART OLYMPIA 2022 入賞 ・東京藝大アートフェス2023 優秀賞 ・公益財団法人クマ財団 8.9期奨学生 ・戦国武将 真田幸村（真田信繁）直系の末裔                                |
| 林（はやし）         | デザイナー                    | 東京藝術大学美術学部デザイン科 卒業 同大学院美術研究科デザイン専攻修士課程 在学                 | ●美術組 ・2024年8月24日初登場 ・動画編集からサムネイル・小道具のデザインなど制作全般を担当 ・GOOD DESIGN NEW HOPE AWARD 2023 ・令和5年度 台東区長奨励賞                                                                                             |
| 桶家（おけいえ）     | 作曲家 ボイストレーナー       | 東京藝術大学音楽学部声楽科テノール専攻 除籍                                                     | ♫音楽組 ・2024年8月7日初登場 ・企業のCM音楽制作や映画の劇中音楽を提供 |
| 矢野（やの）         | 作曲家 編曲家                 | 東京藝術大学音楽学部作曲科作曲専攻 卒業 同大学院音楽研究科作曲専攻 作曲研究分野修士課程 在学    | ♫音楽組 ・2024年8月7日初登場 ・第38回 現音作曲新人賞入選・聴衆賞 ・2023年 千葉市立花島小学校新校歌 作曲 ・東京藝大アートフェス2023 優秀賞 ・公益財団法人クマ財団 7期奨学生 ・中学校・高等学校教諭第一種免許（音楽）所持                             |
| 池田（いけだ）       | サウンドエンジニア プログラマ | 東京藝術大学音楽学部 音楽環境創造科 卒業 同大学院音楽研究科音楽文化学専攻 音楽音響創造分野 修了 | ♫音楽組 ・2024年9月7日初登場 ・第7回 学生の制作する音楽録音作品コンテスト 最優秀賞 ・2023年 東京藝術大学音楽学部 首席卒業 ・2023年 アカンサス音楽賞 ・東京藝大アートフェス2023 優秀賞 ・公益財団法人クマ財団 8期奨学生 ・稀に「いけつば」と呼ばれる |
| おばん               | ドラマー                      | 東京藝術大学音楽学部器楽科 管打楽専攻(打楽器専攻) 卒業                                          | ♫音楽組 ・2024年8月7日初登場 ・楽曲・音源制作も行う ・中学校・高等学校教諭第一種免許（音楽）所持 |
| 八木（やぎ）         | 設計・設営                    | 東京藝術大学美術学部建築科 卒業                                                                 | ●美術組 ・2025年1月5日初登場 ・お菓子作りや料理が得意 ・SDレビュー 2024 朝倉賞 |
| 小松﨑（こまつざき） | グラフィックデザイン          | 東京藝術大学美術学部デザイン科 卒業 同大学院美術研究科デザイン専攻修士課程 在学                 | ●美術組 ・2025年1月19日初登場 ・アートゥーン！のロゴやキービジュアルの制作担当 ・本人含め「こまつ」と呼ぶ事が多い |

## 作品

### ミュージックビデオ
| 公開日        | タイトル                                    | リンク |
| ------------- | ------------------------------------------- | ------ |
| 2024年12月7日 | 青く                                        | [ 44 ] |
| 2025年5月20日 | ダイダイダイダイダイキライ/ Artoone!(Cover) | [ 45 ] |
| 2025年6月11日 | ㋰責任集合体/Artoone!(Cover)                | [ 46 ] |
| 2025年6月20日 | 怪獣 / サカナクション covered by Artoone!   | [ 21 ] |

## 出演・掲載

### 雑誌
- 『若きクリエイター集団が、大阪で受けた創作への刺激』（Pen、2025年9月号 106-109頁）[47]

### Webメディア
- 『アートなのにバズってる！ 全員が藝大出身のクリエイター集団「アートゥーン！」とは何者？』（Pen Online、2025年4月9日）[48]
- 『東京藝術大学出身クリエイター集団 「アートゥーン！」に初インタビュー 芸術をYouTubeで発信する意味』（リアルサウンド、2025年5月5日）[3]

### 展示会
- 『どこ見る？どう見る？西洋絵画！』（京都市京セラ美術館、2025年6月25日 - 10月13日）[49][50]
- 『スウェーデン国立美術館 素描コレクション展 - ルネサンスからバロックまで』（国立西洋美術館、2025年7月1日 - 9月28日）[51][52]